# Kroeberia minor
Kroeberia minor är en tvåvingeart som beskrevs av Elineide E. Marques och Ale-rocha 2004. Kroeberia minor ingår i släktet Kroeberia och familjen Ropalomeridae. Inga underarter finns listade i Catalogue of Life.